# Kitayama
Kitayama (Japans: 北山村, Kitayama-mura) is een dorp in het district Higashimuro van de prefectuur Wakayama. Het is een enclave die gelegen is op de grens tussen de prefecturen Mie en Nara.
In 2007 had de gemeente 619 inwoners en een bevolkingsdichtheid van 12,84 inw./km². De oppervlakte van de gemeente bedraagt 48,21 km².
Kitayama is de enige overblijvende gemeente binnen de prefectuur Wakayama met het statuut van dorp (村 mura of son).